# Никсон, Синтия
Си́нтия Ни́ксон (англ. Cynthia Ellen Nixon, род. 9 апреля 1966, Нью-Йорк, США) — американская актриса, политик и театральный режиссёр, лауреат двух премий «Эмми» и Гильдии киноактёров США, «Тони» и «Грэмми», а также пятикратный номинант на «Золотой глобус».
Никсон начала свою карьеру на театральной сцене, также периодически появляясь на телевидении и в кино. Она получила свою первую номинацию на премию «Тони» в 1995 году, за роль в пьесе Indiscretions. В 2006 году за роль в пьесе «Кроличья нора» Никсон получила «Тони» за лучшую женскую роль в пьесе, а в 2012 году ещё раз выдвигалась на премию в данной категории за ведущую роль в Wit.
Никсон добилась широкой известности благодаря роли Миранды Хоббс в комедийном сериале HBO «Секс в большом городе», где она снималась с 1998 по 2004 год. Эту роль она затем повторила в двух его коммерчески успешных полнометражных сиквелах: «Секс в большом городе» (2008) и «Секс в большом городе 2» (2010). За роль в сериале, Никсон трижды номинировалась на «Эмми» за лучшую женскую роль второго плана в комедийном телесериале, выиграв одну статуэтку в 2004 году. Она выиграла свою вторую «Эмми» в 2008 году, за игру женщины с диссоциативным расстройством идентичности в сериале «Закон и порядок: Специальный корпус».

## Биография
Родилась в Нью-Йорке, штат Нью-Йорк. Мать — актриса Анна Нолл, отец — радиожурналист Уолтер Никсон. Синтия была единственным ребёнком в семье. Её родители расстались, когда ей было шесть лет. После этого девочка осталась жить с матерью. В 1988 году она окончила со степенью бакалавра Барнард-колледж.
Никсон дебютировала на сцене в двенадцатилетнем возрасте, в пьесе, где выступала её мать. На телевидении она дебютировала в эпизоде ABC Afterschool Specials в 1979 году, а затем и на бродвейской сцене, в пьесе «Филадельфийская история». В последующие годы параллельно с обучением в колледже Никсон выступала на сцене, а в 1994 году играла одновременно в двух успешных бродвейских пьесах: The Real Thing и Hurlyburly. Между тем она сыграла роль горничной в фильме 1984 года «Амадей», а затем снялась в комедии «Манхэттенский проект». Также она участвовала в различных телефильмах и мини-сериалах, среди которых можно выделить «Таннер 88» (1988) Роберта Альтмана. В 2004 году Никсон снялась в продолжении проекта — «Тэннер против Тэннера».
Никсон играла роль Джульетты в Нью-Йоркой постановке «Ромео и Джульетта» в 1988 году. В следующем году она выступала в отмеченной Пулитцеровской премией пьесе «Хроники из жизни Хайди». В 1994 году она заменила Маршу Гей Харден в пьесе «Ангелы в Америке», а в 1995 году получила первую в карьере номинацию на премию «Тони». В 1997 году она выступала в комедийной пьесе The Last Night of Ballyhoo. В тот же период она выступила одним из основателей театральной труппы Drama Dept., куда входят такие актёры, как Сара Джессика Паркер, Дилан Бейкер, Джон Камерон Митчелл и Билли Крудап.

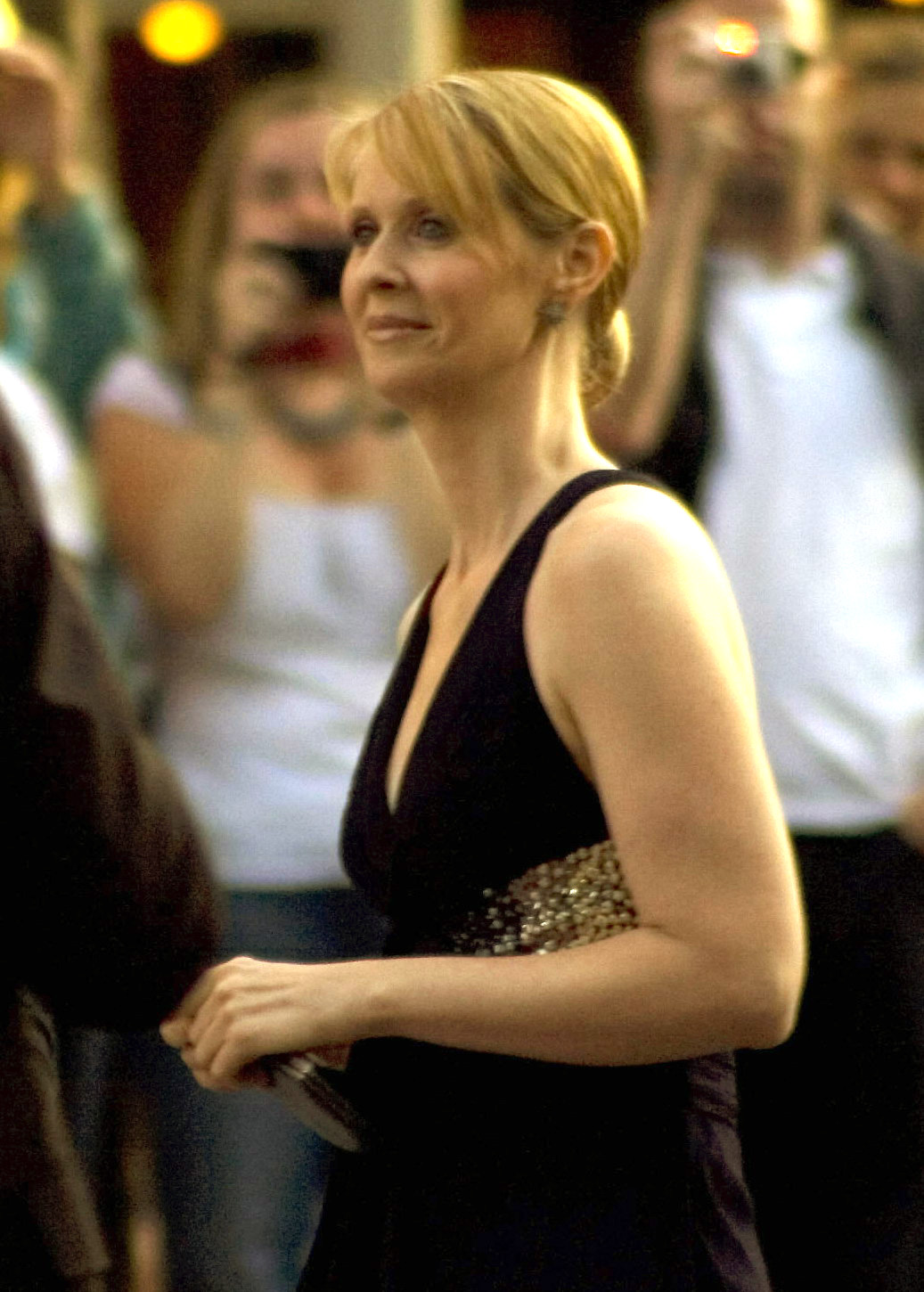
Никсон в 2008 году

Прорывом в карьере Никсон стала роль адвоката и феминистки Миранды Хоббс в комедийном сериале HBO «Секс в большом городе» (1998—2004). Эта роль принесла ей премию «Эмми» за лучшую женскую роль второго плана в комедийном телесериале в 2004 году и две дополнительные номинации на награду. Она повторила свою роль в двух его коммерчески успешных полнометражных сиквелах: «Секс в большом городе» (2008) и «Секс в большом городе 2» (2010). После завершения сериала она появилась в нескольких независимых кинофильмах, а также возвращалась на телевидение с гостевыми ролями в «Скорая помощь», «Доктор Хаус» и «Закон и порядок: Специальный корпус». Роль в «Закон и порядок: Специальный корпус» принесла ей «Эмми» в категории «Лучшая приглашённая актриса в драматическом телесериале» в 2008 году. Среди её крупных работ следует выделить роль Элеоноры Рузвельт в фильме HBO «Теплые источники» (2005), которая также принесла ей номинации на «Эмми» и «Золотой глобус».
В 2006 году Никсон исполнила главную роль в пьесе «Кроличья нора», которая принесла ей «Тони» за лучшую женскую роль в пьесе. Николь Кидман сыграла роль Никсон в полнометражной экранизации пьесы. В 2012 году она вернулась на Бродвей с главной ролью в пьесе Wit, о больном раком профессоре. Ради роли Никсон сбрила волосы. В итоге она получила ещё одну номинацию на «Тони» за выступление в пьесе. В 2014 году она сыграла главную героиню в пьесе The Real Thing, хотя в 1984 году выступала в оригинальной постановке в другой роли. Между своими ролями на сцене Никсон периодически возвращалась к телевидению: в мини-сериале 2012 года «Мир без конца» и второстепенными ролями в «Эта страшная буква «Р»» и «Ганнибал».
В 2015 году Никсон получила похвалу от критиков за главные роли в независимых кинофильмах «Джеймс Уайт» и «Стокгольм, Пенсильвания». Оба фильма дебютировали в рамках фестиваля «Сандэнс». Позже в этом году она снялась в биографическом фильме Теренса Дэвиса «Тихая страсть», играя поэта Эмили Дикинсон.

## Общественно-политическая деятельность
19 марта 2018 года Синтия Никсон на странице в твиттере объявила о выдвижении своей кандидатуры на пост губернатора американского штата Нью-Йорк. По своим политическим взглядам Никсон относится к набирающему силу левому крылу Демократической партии. В ходе праймериз на пост губернатора штата она прямо обвинила действующего губернатора Эндрю Куомо в том, что он является ставленником финансовой олигархии и не думает об интересах низших слоев населения и, прежде всего, представителей расовых и национальных меньшинств. Э. Куомо в итоге всё же одержал победу, получив по результатам праймериз 65,3% голосов избирателей, тогда как С. Никсон поддержали лишь 34,7%.

## Личная жизнь
С 1988 по 2003 год Никсон состояла в отношениях с преподавателем английского языка Дэнни Мозесом. У бывшей пары есть двое детей. В июне 2018 года Никсон объявила, что её старший ребёнок — трансгендерная персона.
С 2004 года она состоит в отношениях с активисткой образовательного движения Кристин Маринони. Они познакомились на протестной акции, в которой участвовали родители, возмущенные уменьшением бюджета государственных школ. Некоторых участников пикета арестовали, в том числе Никсон и Маринони. В 2009 году пара объявила о помолвке. В феврале 2011 года Маринони родила сына, Макса Эллингтона Никсон-Маринони. 27 мая 2012 года в штате Нью-Йорк состоялась свадьба Синтии Никсон и Кристин Маринони.
В октябре 2006 года, Никсон был поставлен диагноз — рак молочной железы. Она решила скрыть болезнь от общественности и объявила о ней лишь в апреле 2008 года. После этого она стала активисткой в рамках помощи женщинам, страдающим болезнью, и выпустила несколько специальных документальных программ для NBC.
Никсон является активной сторонницей Демократической партии. Она ездила по стране в рамках программы по поддержке легализации однополых браков. Во время кампании выборов мэра Нью-Йорка Никсон выступала с активной поддержкой Билла де Блазио.

## Фильмография

### Фильмы
| Год  | Название на русском                               | Название на английском                            | Роль                       | Примечания |
| ---- | ------------------------------------------------- | ------------------------------------------------- | -------------------------- | --- |
| 1980 | Маленькие прелестницы                             | Little Darlings                                   | Саншайн                    | |
| 1981 | Операция, которая провалилась                     | The Private History of a Campaign That Failed     | Сью Эллен                  | |
| 1981 | Принц города                                      | Prince of the City                                | Джинни                     | |
| 1981 | Тату                                              | Tattoo                                            | Синди                      | |
| 1982 | Тайное приключение Тома Сойера и Гекльберри Финна | The Secret Adventures of Tom Sawyer and Huck Finn | Алиса                      | Телевизионный фильм |
| 1982 | Мое дитя, мое тело                                | My Body, My Child                                 | Телевизионный фильм        | Телевизионный фильм |
| 1983 | Я — болван                                        | I Am the Cheese                                   | Эми Хертц                  | |
| 1984 | Амадей                                            | Amadeus                                           | Лорн                       | |
| 1985 | О Си и Стигги                                     | O.C. and Stiggs                                   | Мишель                     | |
| 1986 | Манхэттенский проект                              | The Manhattan Project                             | Дженни Эндерман            | Номинация — Премия «Молодой актёр» за лучшую женскую роль второго плана |
| 1989 | Скачи во весь опор!                               | Let It Ride                                       | Эванджелин                 | |
| 1990 | Навстречу любви                                   | The Love She Sought                               | Джанет Рафт                | Телевизионный фильм |
| 1991 | Любовь, ложь и убийство                           | Love, Lies and Murder                             | Донна                      | Телевизионный фильм |
| 1991 | Лицо незнакомца                                   | Face of a Stranger                                | Тина                       | Телевизионный фильм |
| 1992 | Через открытое окно                               | Through an Open Window                            | Нэнси Купер                | |
| 1993 | Семейные ценности Аддамсов                        | Addams Family Values                              | Хизер                      | |
| 1993 | Дело о пеликанах                                  | The Pelican Brief                                 | Алиса Старк                | |
| 1994 | Младенец на прогулке, или Ползком от гангстеров   | Baby’s Day Out                                    | Джильбертин                | |
| 1996 | Комната Марвина                                   | Marvin’s Room                                     | Глава дома для престарелых | |
| 1996 | Тополь                                            | The Cottonwood                                    | Донна                      | |
| 1996 |                                                   | 'M' Word                                          | Кара                       | |
| 1999 | Приезжие                                          | The Out-of-Towners                                | Шина                       | |
| 1999 | Совет гусеницы                                    | Advice from a Caterpillar                         | Мисси                      | |
| 2000 | Папочкины ангелы                                  | Papa’s Angels                                     | Шарон Дженкинс             | Телевизионный фильм |
| 2002 | Игби идет ко дну                                  | Igby Goes Down                                    | Миссис Пигги               | |
| 2003 |                                                   | The Paper Mache Chase                             | Дженис                     | |
| 2005 | Теплые источники                                  | Warm Springs                                      | Элеонора Рузвельт          | Телевизионный фильм Номинация — Премия «Эмми» за лучшую женскую роль в мини-сериале или фильме Номинация — Премия «Золотой глобус» за лучшую женскую роль — мини-сериал или телефильм Номинация — Премия Гильдии киноактёров США за лучшую женскую роль в телефильме или мини-сериале Номинация — Премия «Спутник» за лучшую женскую роль — мини-сериал или телефильм Номинация — OFTA Television Award за лучшую женскую роль в мини-сериале или фильме |
| 2005 | Последнее желание                                 | One Last Thing…                                   | Кэрол                      | |
| 2005 | Маленький Манхэттен                               | Little Manhattan                                  | Лесли                      | |
| 2007 | Няньки                                            | The Babysitters                                   | Гейл Белтран               | |
| 2008 | Секс в большом городе                             | Sex and the City                                  | Миранда Хоббс              | Номинация — People’s Choice Award за лучший актёрский состав |
| 2008 | Роскошная жизнь                                   | Lymelife                                          | Мелисса Брэгг              | |
| 2009 | Англичанин в Нью-Йорке                            | An Englishman in New York                         | Пенни Аркаде               | FilmOut Festival Award за лучшую женскую роль второго плана |
| 2010 | Секс в большом городе 2                           | Sex and the City 2                                | Миранда Хоббс              | |
| 2011 | Крах неприемлем: спасая Уолл-стрит                | Too Big to Fail                                   | Мишель Дэвис               | Телевизионный фильм |
| 2011 | Бастион                                           | Rampart                                           | Барбара                    | |
| 2014 | Рут и Алекс                                       | Ruth & Alex                                       | Ниси                       | |
| 2015 | Стокгольм, Пенсильвания                           | Stockholm, Pennsylvania                           | Марси                      | Номинация — Премия «Выбор телевизионных критиков» за лучшую женскую роль второго плана в фильме или мини-сериале |
| 2015 | Джеймс Уайт                                       | James White                                       | Гейл Уайт                  | Номинация — Премия «Независимый дух» за лучшую женскую роль второго плана |
| 2015 | Аддеролловые дневники                             | The Adderall Diaries                              | Джен Дэвис                 | |
| 2016 | Тихая страсть                                     | A Quiet Passion                                   | Эмили Дикинсон             | |

### Телевидение
| Год       | Название на русском                   | Название на английском            | Роль                           | Примечания |
| --------- | ------------------------------------- | --------------------------------- | ------------------------------ | --- |
| 1979      |                                       | ABC Afterschool Specials          | Мелани Гэмбл                   | Эпизод: «Seven Wishes of a Rich Kid» |
| 1983      |                                       | ABC Afterschool Specials          | Эми Кэссиди                    | Эпизод: «It’s No Crush, I’m in Love» |
| 1988      | Таннер 88                             | Tanner '88                        | Алекс Таннер                   | Мини-сериал |
| 1988      | Убийство Мэри Фэган                   | The Murder of Mary Phagan         | Дорин                          | Мини-сериал |
| 1989      | Гидеон Оливер                         | Gideon Oliver                     | Эллисон                        | Эпизод: «Sleep Well, Professor Oliver» |
| 1989      | Уравнитель                            | The Equalizer                     | Джеки                          | Эпизод: «Silent Fury» |
| 1990      | Молодые наездники                     | The Young Riders                  | Энни                           | Эпизоды: «Gathering Clouds: Part 1» и «Gathering Clouds: Part 2» |
| 1990      | Закон и порядок                       | Law & Order                       | Лора ди Биси                   | Эпизод: «Subterranean Homeboy Blues» |
| 1993      | Она написала убийство                 | Murder, She Wrote                 | Элис Морган                    | Эпизод: «Threshold of Fear» |
| 1996      | Детектив Нэш Бриджес                  | Nash Bridges                      | Мелисса                        | Эпизод: «Aloha Nash» |
| 1996      | Завтра наступит сегодня               | Early Edition                     | Шейла                          | Эпизод: «Baby» |
| 1999      | За гранью возможного                  | The Outer Limits                  | Труди                          | Эпизод: «Alien Radio» |
| 1999      | Прикосновение ангела                  | Touched by an Angel               | Мелина Ричардсон / Сестра Сара | Эпизод: «Into the Fire» |
| 1998-2004 | Секс в большом городе                 | Sex and the City                  | Миранда Хоббс                  | Регулярная роль, 94 эпизода Премия «Эмми» за лучшую женскую роль второго плана в комедийном сериале (2004) Премия Гильдии актёров США за лучший актёрский состав в комедийном сериале (2002, 2004) Номинация — Премия «Эмми» за лучшую женскую роль второго плана в комедийном сериале (2002-03) Номинация — Премия «Золотой глобус» за лучшую женскую роль второго плана — мини-сериал, телесериал или телефильм (2000-01, 2003-04) Номинация — Премия «Спутник» за лучшую женскую роль второго плана — мини-сериал или телефильм Номинация — Премия Гильдии актёров США за лучший актёрский состав в комедийном сериале (2001, 2003, 2005) |
| 2004      | Тэннер против Тэннера                 | Tanner on Tanner                  | Алекс Тэннер                   | Мини-сериал |
| 2005      | Скорая помощь                         | ER                                | Элли Шор                       | Эпизод: «Alone in a Crowd» |
| 2005      | Доктор Хаус                           | House                             | Аника Йованович                | Эпизод: «Обман» |
| 2007      | Закон и порядок: Специальный корпус   | Law & Order: Special Victims Unit | Дженис Донован                 | Эпизод: «Alternate» Премия «Эмми» лучшей приглашённой актрисе в драматическом сериале |
| 2011      | Закон и порядок: Преступное намерение | Law & Order: Criminal Intent      | Аманда Роллинс                 | Эпизод: «Icarus» |
| 2010-2011 | Эта страшная буква «Р»                | The Big C                         | Ребекка                        | 10 эпизодов |
| 2012      | Мир без конца                         | World Without End                 | Петранилла                     | Мини-сериал |
| 2013-2014 | Альфа-дом                             | Alpha House                       | Сенатор Карли Эрминстон        | 6 эпизодов |
| 2014      | Ганнибал                              | Hannibal                          | Кэди Прарнелл                  | 4 эпизода |
| 2020-н.в. | Рэтчед                                | Ratched                           | Гвендолин Бриггс               | Регулярная роль Номинация — Премия «Золотой глобус» за лучшую женскую роль второго плана — мини-сериал, телесериал или телефильм |
| 2021-2025 | И просто так                          | And Just Like That...             | Миранда Хоббс                  | Регулярная роль |
| 2022      | Позолоченный век                      | The Gilded Age                    | Ада Брук                       | |